# 工藤ちあき
工藤 ちあき（くどう ちあき、1991年1月25日 - ）は日本の元タレント。アドヴァンスプロダクションに所属していた。愛知県名古屋市出身。

## 略歴
- 高校2年の時、母と一緒に原宿に行った所をフィットワン（ファーストステージ）にスカウトされ、タレントとしての仕事を始める[2]。2012年11月からタレント引退までアドヴァンスプロダクションに所属していた。
- 2010年10月、東京都中野区の桃園会館にて、BAKI_COMPANY公演の舞台「びー☆くーる」に出演して、舞台デビューを飾った。
- 2011年4月より、本名の工藤千晶から工藤ちあきに改名して活動していた。
- 2011年4月、ミス東スポ2012にエントリーした[3]。
- 2013年12月31日、ブログでタレント引退を表明。

## 人物
- かつてフィットワンに所属していた田井中茉莉亜、内野未来とは付き合いが長く[4]、たまにブログにも登場する。
- 俳優の伊藤直人は高校時代の同級生である[5]。
- 3歳上の兄がいる[6]。
- ウサギを飼っていた。名前は「まん丸」[7]。
- 芸能人女子フットサルチーム「Team Blue Mountain」に所属していた。背番号は「3」。

## 出演

### テレビ番組
- 新・美少女図鑑 #48（2007年9月2日放送、エンタ!371） - 井上胡桃との共演
- NNNストレイトニュース（2008年5月27日放送、中京広域圏限定）
- ごくせん（2008年6月28日放送）
- ウキ→ビジュ（2008年8月14日放送）
- 芸能界特別授業! 私はこうして生き残りました!（2008年9月10日放送、TBS系列）
- しりあい迎賓館（2011年7月31日放送、東海テレビ）
- 美少女ヌードル（2012年7月31日放送）
- 志村&鶴瓶のあぶない交遊録（2013年1月2日放送、テレビ朝日）
- アメトーーク！「女の子大好き芸人」（2013年3月22日放送、テレビ朝日）
- ハピはぴ・モーニング〜ハピモ〜（2013年3月27日放送、千葉テレビ）
- キャサリン三世「見た目OK女子グランプリ」（2013年4月9日放送、関西テレビ）
- カラオケ★バトル（2012年1月1日・6月24日・10月7日・12月2日・2013年1月1日・4月14日・5月17日放送、テレビ東京）
- 日曜×芸人（2013年4月14日放送、テレビ朝日）
- めちゃ×2イケてるッ!（2013年9月7日放送、フジテレビ） - 「三ちゃん涙の初恋ドッキリ!!はじめてのおつかれ」

### DVDドラマ
- 屍國 禁じられた遊び1（テクニカルスタッフ、2011年）

### 舞台
- びー☆くーる（BAKI_COMPANY、2010年） - 赤西梨花 役
- 面接ROCK（IRONBABK、2013年） - 晴海 役
- 魔法少女はミュージカルがお好き再宴（IRONBABK、2013年） - 一之瀬ユイ 役
- STAGE×12 vol.3（FREE(S)、2013年）
- 文藝のフュージョン（IRONBABK、2013年）

### Web
- Stickam JAPAN! オトノバロン
- 淳の休日

### モバイル
- iPhone用時計アプリ『美少女時計』 - 59分を担当していた（現在は黒田瑞貴が担当）